# Sangano (distrito)
Sangano  (oficialmente em  Moçambique Tsangano) é um distrito da província de Tete, em Moçambique, com sede na povoação de Sangano. Tem limite, a norte e noroeste com o distrito de Angónia, a oeste com o distrito de Chiuta, a sul com o distrito de Moatize e a leste com o Malawi.
De acordo com o Censo de 1997, o distrito tinha 106 557 habitantes. 

## Divisão administrativa
O distrito está dividido em dois postos administrativos (Ntengo-Wambalane e Sangano), compostos pelas seguintes localidades:
- Posto Administrativo de Ntengo-Wambalane:
  - Banga
  - Ntengo-Wambalane
- Posto Administrativo de Sangano:
  - Chiandame
  - Chivano
  - Maconje
  - Tsangano